# Tirso de Molina
Tirso de Molina, właśc. Gabriel Téllez (24 marca 1579 w Madrycie, zm. 12 marca 1648 w Almazán, prowincja Soria) – hiszpański dramaturg i poeta, jeden z najważniejszych twórców hiszpańskiego Złotego Wieku, autor pierwszej udramatyzowanej wersji historii o Don Juanie (El burlador de Sevilla y convidado de piedra).
Około 1600 wstąpił do zakonu mercedariuszy. W ramach zakonnych obowiązków wiele podróżował, nawet na Karaiby. Wreszcie osiadł w Toledo, gdzie poświęcił się twórczości literackiej. Pisał głównie komedie: intrygi, charakteru i religijne. W 1621 r. wyznał, że napisał ok. 300 komedii. Do naszych czasów przetrwało tylko 86. Uznawany jest za trzeciego (po Lopem de Vega i Calderonie) najwybitniejszego dramaturga hiszpańskiego Złotego Wieku.

## Życie

### Urodzenie
Urodził się w Madrycie prawdopodobnie w 1580 lub w 1581 roku, jeśli wierzyć jego słowom z 1638 roku, w których stwierdza, że ma pięćdziesiąt siedem lat. Wątpliwości co do prawdziwości tej wypowiedzi budzi dokument królewski z 23 stycznia 1616 roku, w którym Filip III zezwala na wyjazd do Ameryki kilku braciom z zakonu mercedariuszy, wśród nich trzydziestotrzyletniemu bratu Gabrielowi Tellezowi. Oznaczałoby to, że Tirso urodził się dopiero w 1583 roku.
Niewiele wiadomo również o jego pochodzeniu i wczesnych latach życia. W 1928 roku wybitna znawczyni twórczości dramatopisarza, Blanca de los Rios Lamperez, wystąpiła z sensacyjną tezą, że Tirso mógł być dzieckiem z nieprawego łoża don Juana Telleza Giróna, drugiego księcia Osuny i hrabiego Urenii. Obecnie jednak hipoteza Blanki de los Rios jest odrzucana przez większość badaczy.

### Studia i pierwsze lata w zakonie
Przyjmuje się, że Tirso studiował na uniwersytecie w Alcala de Henares. Studia teologiczne kontynuował odbywając od 1600 roku nowicjat w klasztorze zakonu Matki Bożej Łaskawej w Guadalajarze. Tam też 21 stycznia 1601 roku złożył śluby zakonne. W 1604 roku przeniósł się do Toledo, w którym spędził następnych dwanaście lat. W Toledo kontynuował studia teologiczne i literackie, a w 1606 roku przyjął święcenia kapłańskie. W Toledo również rozpoczął karierę teatralną, prawdopodobnie auto sacramental El colmenero divino (Boski pszczelarz) lub, zdaniem innych, komedią Amar por señas (Kochać na migi).
Następne lata Tirso harmonijnie dzielił między zajęcia literackie a powinności i obowiązki mnicha. Był nie tylko znakomitym artystą, ale i zakonnikiem z powołania: przestrzegającym reguły, posłusznym, w najwyższym stopniu dyspozycyjnym, cenionym przez przełożonych. Stopniowo otrzymywał w zakonie kolejne funkcje: lektora, kaznodziei. Jednocześnie pisał i wystawiał kolejne sztuki teatralne, wśród nich tak znakomite jak Nieśmiały na dworze, Pobożna Marta (Marta la piadosa) czy Zielony Gil (Don Gil de las calzas verdes). W tym okresie zawarł też prawdopodobnie znajomość z Lopem de Vega.

### Zakonnik i dramatopisarz
W 1616 roku Tirso wraz z kilku braćmi udał się na San Domingo, gdzie przez dwa lata prowadził wykłady z teologii w domach swego zgromadzenia. Lata 1619–1622 spędził ponownie w Toledo, wtedy też po raz pierwszy odwiedził Portugalię. Na następne trzy lata został skierowany, zgodnie z praktyką zakonu, do Madrytu. W 1621 roku opublikował Los cigarrales de Toledo (Ogrody Toledo) zbiór nowel, poezji lirycznej oraz trzech sztuk teatralnych. Zbiór ten doprowadził do wydania przez Juntę de Reformación w dniu 6 marca 1625 roku dekretu potępiającego twórczość teatralną Tirsa, za skandal jaki wywołuje, skazania dramatopisarza na wypędzenie do któregoś z najodleglejszych klasztorów i zakazu pisania świeckich wierszy. Wiosną 1625 Tirso udał się do Sewilli, gdzie w następnych latach powstały: Potępiony za niewiarę (El condenado por desconfiado) i prawdopodobnie Zwodziciel z Sewilli, które, jako sztuki religijne, nie podlegały zakazowi.
W 1626 roku kapituła zakonna w Guadalajarze wybrała Tirsa przeorem klasztoru w Trujillo. W następnym roku wyszła w Sewilli „pierwsza część” jego dramatów Doce comedias nuevas del maestro Tirso de Molina (Dwanaście nowych komedii mistrza Tirsa de Moliny), zgodnie z ówczesnym zwyczajem wydawniczym, który nakazywał wydawać sztuki teatralne w tomach zawierających po dwanaście utworów. Być może pod koniec lat dwudziestych Tirso ponownie odwiedził Portugalię. Lata 1630–1633 spędził w Toledo. W tym czasie został kronikarzem zakonu i zaczął pisać monumentalną Historia general de la Orden de Nuestra Señora de las Mercedes (Historię powszechną Zakonu Matki Bożej Łaskawej), która pochłaniała większość jego czasu i uwagi do końca lat trzydziestych. W 1633 roku powrócił do Madrytu. W tym czasie wyszły „trzecia” (Tortosa 1634) oraz „druga” i „czwarta” (Madryt 1635) „część” jego dramatów. W 1635 ukazał się również zbiór jego nowel, rozpraw i kilku autos sacramentales, zatytułowany Deleitar aprovechando. Rok później wyszła ostatnia, „piąta część” jego dramatów.

### Schyłek życia
Prawdopodobnie na koniec lat trzydziestych datują się początki jego konfliktu z wybitnym kaznodzieją i teologiem zakonu bratem Marcosem Salmeronem. Gdy w 1640 roku odcięty od zakonu, z powodu wojny w Katalonii, generał zakonu przekazał władzę nad Kastylią Salmeronowi, ten nie omieszkał skazać Tirsa de Molinę na kolejne wygnanie do prowincjonalnego Cuenca w prowincji La Mancha. Od początku lat czterdziestych wiadomości o Tirsie są nader szczątkowe. Prawdopodobnie zarzucił już w tym czasie pisanie dla teatru. Jego pozycja w zakonie musiała być jednak nadal silna, skoro po zakończeniu wojny katalońskiej kapituła wybrała go przeorem klasztoru w Sorii. Tirso przybył tam w 1645 roku. W dwa lata później, ze względów zdrowotnych, przeniósł się do pobliskiego Almazán, gdzie zmarł 24 lutego 1648 roku. Jego szczątki spoczywają do dzisiaj pod ruinami klasztoru w Almazán.

## Twórczość

### Informacje ogólne
Chociaż we wstępie do trzeciej części swoich dramatów Tirso pisze, że stworzył ich ponad czterysta, obecnie znanych jest 80 (wedle niektórych uczonych 85), 6 autos sacramnetales, kilka entremeses, 12 nowel prozą oraz garść wierszy. Większość sztuk teatralnych powstała w latach 1611–1626 i ukazała się drukiem w pięciu kolejnych częściach. Niektóre zostały wydane pojedynczo, kilka weszło do zbiorów Los cigarrales de Toledo i Deleitar aprovechando, a nie brak i takich, które decyzją wydawców, dążących do skompletowania dwunastu utworów w tomie, zostały wydane wraz z dramatami innych autorów.

### Dramaty religijne
Sztuki religijne Tirsa, podobnie jak i inne utwory, są najczęściej skonstruowane wokół wątku miłosnego. Należą do tej grupy dramaty oparte na motywach starotestamentalnych, m.in. La mujer que manda en casa (Kobieta, która rządzi w domu), La major espigadera (Najlepsza zbieraczka kłosów), La venganza de Tamar (Zemsta Tamar), a także odwołujące się do Nowego Testamentu: La vida y muerte de Herodes (Życie i śmierć Heroda), Tanto es lo de más, como lo de menos (Tyleż znaczy za dużo, co za mało). Sporo jest utworów hagiograficznych, przedstawiających ważniejsze wydarzenia z życia świętych, zdziałane przez nich cuda i najczęściej męczeńską śmierć: La joya de las montañas y verdadera historia deSanta Orosia (Klejnot gór i prawdziwa historia św. Orozji), Los lagos de San Vincente (Jeziora św. Wincentego), La Ninfa del cielo, condesa bandolera y obligaciones de honor (Niebiańska nimfa, hrabina-rozbójniczka i obowiązki honoru). Najciekawszą sztuką należącą do tej grupy jest La santa Juana (święta Joanna), liczący sobie aż 9000 wersów dramat o siostrze Joannie de la Cruz.
Z punktu widzenia artystycznego sztuki z tej grupy nie należą do najbardziej udanych autor ma bowiem trudności z ich konstrukcją i wyzyskaniem możliwości dramatycznych zawartych w wybranych przez siebie historiach. Niemniej warto podkreślić, że należą tu takie arcydzieła jak Potępiony za niewiarę czy Zwodziciel z Sewilli.

### Dramaty historyczne
Utwory te mają za punkt wyjścia zdarzenie historyczne, które autor rozwija z dużą swobodą. Są na ogół źle skonstruowane, odznaczają się schematycznymi charakterami bohaterów i, często, niemrawą akcją. Najlepszą z nich jest, pochodząca z 1630-1631 roku, La prudencia en la mujer (Kobieca roztropność); sztuka rozgrywająca się w czasach Ferdynanda IV Kastylijskiego (1285-1312), w której Tirso atakuje egoizm stanowy i żądzę władzy współczesnej sobie arystokracji. Ciekawa, ze względu na epicki rozmach, jest, napisana w latach 1626–1632, trylogia poświęcona braciom Pizarro, zdobywcom Peru, składająca się z Todo es dar en una cosa (Rzecz w tym, by dać wszystko od razu), Amazonas en las Indias (Amazonki w Indii) i Lealtad contra la envidia (Lojalność przeciw zawiści).
Do tej grupy należą ponadto: Antona García, rozgrywająca się w czasie wojen domowych XV wieku, Próspera fortuna de don Álvaro de Luna y adversa de Ruy López Dávalos (Szczęśliwe losy don Álvara de Luna i nieszczęsne Ruya Lópeza Dávalosa) oraz jej kontynuacja Adversa fortuna de don Álvaro de Luna (Nieszczęsne losy don Álvara de Luna), przedstawiające karierę i upadek faworyta króla Jana II Kastylijskiego (1404-1454). Zalicza się tu także: Los amantes de Teruel (Kochankowie z Teruel), jak również – budzące wątpliwości niektórych uczonych co do autorstwa Tirsa – El rey don Pedro de Madrid y el infanzón de Illescas (Król do Pedro w Madrycie i pan na Illescas), La romera de Santiago (Pątniczka do Santiago), El cobarde más valiente (Najdzielniejszy tchórz) i La república al revés (Państwo na opak).

### Dramaty „charakteru” i „intrygi”
Dramaty „charakteru” i „intrygi” obejmują dwie trzecie spuścizny teatralnej Tirsa i stanowią jej najbardziej wartościową część. W niektórych utworach autor rozwijał i pogłębiał charakter przedstawianych postaci, w innych komplikował i mnożył perypetie sceniczne. W oby przypadkach osią intrygi pozostawał wątek miłosny. Dramaty z tej grupy utworów charakteryzują się wartką akcją, sytuacjami, w których bohaterowie muszą się wykazać inwencją i sprytem, obfitują w fortele, przebieranki, pojedynki oraz błyskotliwe i cięte dialogi, które bawią także współczesną publiczność. Do najlepszych należą: Nieśmiały na dworze, Zielony Gil, Marta la piadosa (Pobożna Marta) oraz No hay peor sordo (Nie ma bardziej głuchego).
Interesujące są również: El Melancólico (Melancholik), Esto sí que es negociar (Oto co znaczy umieć negocjować), Amar por razón de Estado (Kochać w imię racji stanu), Amar por señas (Kochać na migi), Cautela contra cautela (Fotrelem na fortel), Del enemigo, el primer consejo (Pierwsza rada wroga), Celos eon celos se curan (Zazdrość zazdrościa się leczy), Los millagros del desprecio (Cuda wzgardy), La villana de Vallecas (Wieśniaczka z Vallecas), El amor médico (Miłość lekarzem), Averígüelo, Vargas (Sprawdź to, Vargas), La celosa de sí misma (Zazdrosna o siebie samą), Por el sótano y el torno (Piwnicą i klasztorną furtą), Los balcones de Madrid (Balkony Madrytu), Mari-Hernández la gallega (Mari-Hernández z Galicji), El amor y la amistad (Miłość i przyjaźń), La huerta de Juan Fernandez (Ogród Juana Fernandeza), El celoso prudente (Roztropny zazdrośnik), La villana de la Sarga (Wieśniaczka z la Sarga) i La fingida Arcadia (Rzekoma Arkadia).

### Autos Sacramentales
Podobnie jak inni dramatopisarze hiszpańscy Złotego Wieku, Tirso de Molina jest też autorem kilku autos sacramentales. Poruszał się jednak w tym gatunku niepewnie i nigdy nie odnalazł własnego stylu. Będąc dobrym psychologiem i znawcą ludzkich serc, nie umiał się odnaleźć w świecie teologicznych i filozoficznych abstrakcji, alegorii i symboli. Do najlepszych jego autos należą: El colmenero divino (Boski pszczelarz) i El laberinto de Creta (Labirynt kreteński).

## Najważniejsze utwory
Podano najważniejsze, najbardziej rozpowszechnione tłumaczenia sztuk
- Zielony Gil (Don Gil de las calzas verdes, napisany przed 1616; tłum. pol. i adaptacja Julian Tuwim); dla polskich przedstawień komedii muzykę napisał Andrzej Markowski
- Nieśmiały na dworze (El vergonzoso en palacio, I wyd. 1621; tłum. pol. Leszek Biały)
- Zwodziciel z Sewilli i kamienny gość (El burlador de Sevilla y convidado de piedra, I wyd. 1630; tłum. pol. Leszek Biały i Magdalena Pabisiak)
- Potępiony za niewiarę (El condenado por desconfiado, I wyd. 1635; tłum. pol. Leszek Biały)